# 26319 Miyauchi
26319 Miyauchi è un asteroide della fascia principale. Scoperto nel 1998, presenta un'orbita caratterizzata da un semiasse maggiore pari a 2,3949817 UA e da un'eccentricità di 0,0862499, inclinata di 6,06498° rispetto all'eclittica.